# The Wanderer (U2)
The Wanderer è la decima e ultima traccia dell'album degli U2 Zooropa, pubblicato nel 1993.
La canzone è cantata dalla leggenda della musica country Johnny Cash ed è una delle poche degli U2 a non essere cantata da Bono. Al contrario, The Edge compare nel brano come seconda voce per tutta la durata della traccia.
Il testo descrive un uomo alla ricerca di Dio in un mondo postapocalittico. Nella versione contenuta nell'album, dopo qualche secondo di silenzio dal termine del brano, come traccia fantasma, si può ascoltare il suono costante di una sirena della durata di 30 secondi. Non è mai stata inserita nella scaletta di un concerto né degli U2 né di Johnny Cash. La band irlandese però, durante lo speciale I Walk the Line: A Night for Johnny Cash andato in onda sulle Tv americane dopo la morte del cantante country nel 2003, ha voluto rendergli omaggio suonandola per la prima volta dal vivo. Questa speciale versione, cantata stavolta interamente da Bono, è arricchita inoltre dal falsetto eseguito da The Edge.
Una versione più lunga di The Wanderer, comprendente un verso in più e della durata di 5:16, è inclusa nella colonna sonora del film Così lontano, così vicino di Wim Wenders. La canzone è inclusa anche in due raccolte di Johnny Cash: The Essential Johnny Cash (Legacy/Columbia, 2003) e The Legend of Johnny Cash (American/Island, 2005).

## Formazione
U2
- Bono - cori
- The Edge - chitarra, sintetizzatore
- Adam Clayton - basso
- Larry Mullen - batteria

Altri musicisti
- Johnny Cash - voce
- Flood - sintetizzatori